# Али Хейзълууд
Али Хейзълууд (на английски: Ali Hazelwood) е псевдоним на американска невроложка и писателка на произведения в жанра съвременен и паранормален любовен роман и чиклит, както и на научни статии за мозъчната структура.

## Биография и творчество
Али Хейзълууд е родена на 11 декември 1989 г. в Италия. Израства в Италия и прекарва известно време в Германия и Япония. Тя се премества в САЩ, за следдипломно си обучение и да защити докторантурата си по невронаука с фокус върху мозъчната стимулация и когнитивната неврология. После в периода 2021 – 2023 г. е професор по неврология.
Първоначално по време на следдипломното си обучение е вдъхновена от света на фенфикшън в платформата AO3 (Archive of Our Own) и уебзините за „Стар Трек“ и „Междузвездни войни“, като сама изпраща собствена фенистория под псевдонима "Ever-so-reylo", „Глава над краката“, за връзката между героите от „Междузвездни войни“ Рей и Кайло Рен, а по него създава и първия си роман.
Първият ѝ роман „Хипотеза за любов“ от едноименната поредица е издаден през 2021 г. Тя използва псевдоним, за да запази самоличността си като преподавател по неврология. Героиня в романа е ориентираната към фактите докторантка по биология Олив Смит, която не вярва в такова нещо като любов. Тя се озовава в ситуация, в която трябва да симулира връзка с изгряващия учен, но непопулярен колега от лабораторията, Адам Карлсън, за да запази кариерата си. Романът става бестселър в списъка на „Ню Йорк Таймс“ и я прави известна. Следва и продължението в романите „Любов и неврони“ и „Любов на теория“, които също са бестселъри.
Авторка е и на поредицата „STEMинистични новели“, чиито истории се характеризират с женски герои, заети в академични или STEM области, които преживяват романтични заплитания в ежедневната си работа, ситуации, за които тя черпи вдъхновение от собствената си професия като професор по неврология.
През 2023 г. е издаден романът ѝ „Шах и мат“. Преди четири години любимият спорт на Малори Грийнлийф води до катастрофа в семейството ѝ и тя, отказала се от шаха, оцелява, работейки в автосервиз. Неочакваното ѝ участие в турнир по шахмат води до шокираща победа над световния шампион Нолан Сойер. Той иска реванш, но явно играта не е само на дъската, в тази нова посока на живота ѝ.
Али Хейзълууд живее със семейството си в САЩ.

## Произведения

### Самостоятелни романи
- Check & Mate (2023)[1][2]
Шах и мат, изд.: „Софтпрес“, София (2023), прев. Яна Парашикова
- Bride (2024)
- Not in Love (2024)

### Поредица (Love Hypothesis)
1. The Love Hypothesis (2021)[1][2]
Хипотеза за любов, изд.: „Уо“, София (2022), прев. Евелина Пенева
2. Love on the Brain (2022)
Любов и неврони, изд.: „Уо“, София (2022), прев. Йоана Гацова
3. Love, Theoretically (2023)
Любов на теория, изд.: „Уо“, София (2023), прев. Йоана Гацова

### Поредица „STEMинистични новели“ (STEMinist Novellas)
1. Under One Roof (2022)[1][2]
2. Stuck with You (2022)
3. Below Zero (2022)

- Loathe to Love You (2023) – сборник

### Екранизации
- 2021 The Love Hypothesis – видео